# Двурогая кривая

Двурогая кривая

Двурогая кривая, известная также как треуголка ввиду её сходства с двууголкой, — это рациональная кривая четвёртой степени, задаваемая уравнением
{\displaystyle y^{2}(a^{2}-x^{2})=(x^{2}+2ay-a^{2})^{2}.}
Кривая имеет два каспа и симметрична относительно оси y.

## История
В 1864 Джеймс Джозеф Сильвестр изучал кривую
{\displaystyle y^{4}-xy^{3}-8xy^{2}+36x^{2}y+16x^{2}-27x^{3}=0}
в связи с классификацией уравнений пятой степени. Он назвал кривую двурогой ввиду наличия двух каспов. Эту кривую позднее изучал Артур Кэли в 1867.

## Свойства

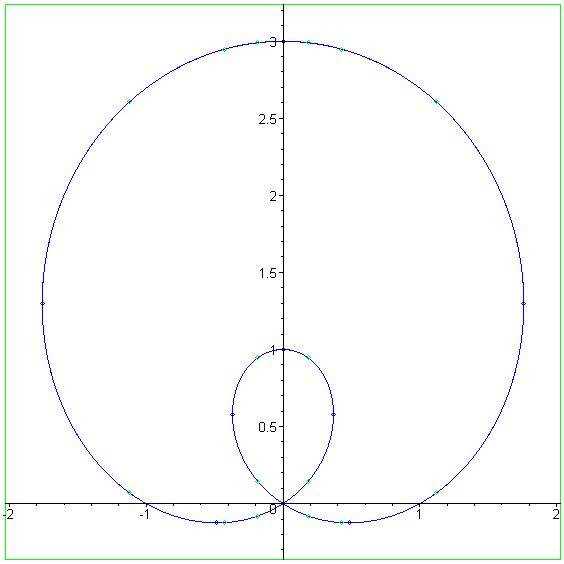
Преобразованная двурогая кривая с a = 1

Двурогая кривая является плоской алгебраической кривой четвёртой степени нулевым родом. Кривая имеет две касповых особенности в вещественной плоскости и двойную точку в комплексной проективной плоскости при x=0, z=0. Если мы переносим x=0 и z=0 в начало координат и осуществляем мнимое вращение по x путём подстановки ix/z вместо x и 1/z вместо y, мы получим
{\displaystyle (x^{2}-2az+a^{2}z^{2})^{2}=x^{2}+a^{2}z^{2}.\,}
Эта кривая, улитка Паскаля, имеет обычную двойную точку в начале координат и две точки пересечения с осями в точках x = ± i и z=1.
Параметрическое уравнение двурогой кривой:
{\displaystyle x=a\sin(\theta )} и 
{\displaystyle y=a{\frac {\cos ^{2}(\theta )\left(2+\cos(\theta )\right)}{3+\sin ^{2}(\theta )}}} с {\displaystyle -\pi \leq \theta \leq \pi }